# Servant × Service
Servant × Service (サーバント×サービス, Sābanto × Sābisu) est un manga écrit et dessiné par Karino Takatsu. Il est prépublié entre 2007 et 2014 dans le magazine Big Gangan de Square Enix puis compilé en un total de quatre tomes. Une adaptation en série d'animation produite par A-1 Pictures est diffusée du 5 juillet au 27 septembre 2013 sur ABC au Japon et en simulcast sur Wakanim dans les pays francophones.

## Personnages
Lucy Yamagami (山神 ルーシー)
Yutaka Hasebe (長谷部 豊)
Saya Miyoshi (三好 紗耶)
Megumi Chihaya (千早 恵)
Tōko Ichimiya (一宮 塔子)
Kenzo Momoi (百井 兼蔵)

## Manga
La publication du manga débute le 29 juin 2007 et se termine le 25 juin 2014. Le premier volume relié est publié le 24 septembre 2011 et le quatrième et dernier le 25 août 2014. Un fanbook officiel est publié le 25 octobre 2013.

## Anime
L'adaptation en anime est annoncée en mars 2013. Celle-ci est produite au sein du studio A-1 Pictures avec une réalisation de Yasutaka Yamamoto, un scénario de Taketo Shimoyama et des compositions de monaca. Elle est diffusée initialement du 5 juillet au 27 septembre 2013 sur ABC. Dans les pays francophones, la série est diffusée en simulcast par Wakanim.

### Liste des épisodes
| No | Titre français                                      | Titre japonais                                    | Titre japonais                                                   | Date de 1re diffusion |
| No | Titre français                                      | Kanji                                             | Rōmaji                                                           | Date de 1re diffusion |
| -- | --------------------------------------------------- | ------------------------------------------------- | ---------------------------------------------------------------- | --------------------- |
| 01 | Attention à la façon d’appeler autrui               | 気をつけよう 人の呼び方 その理由                  | Kiwotsukeyō hito no yobikata sono riyū                           | 5 juillet 2013        |
| 02 | Au travail sans s’énerver, sans rien jeter          | お仕事は 慌てず騒がず 投げ出さず                  | Oshigoto wa awatezu sawagazu nagedasazu                          | 12 juillet 2013       |
| 03 | Attention à la sécurité du bureau et de son corps   | 怠るな 職場の安全 身の安全                        | Okotaru na shokuba no anzen mi no anzen                          | 19 juillet 2013       |
| 04 | Gare aux dangers imprévus de la semaine prochaine   | 来週の 見えない危険に 要注意                      | Raishū no mienai kiken ni yōchūi                                 | 26 juillet 2013       |
| 05 | Chacun sa frayeur, pour se sentir mieux au travail  | 皆が持ってる ヒヤリの体験 活かして今日も 健全職場 | Minna ga motteru hiyari no taiken ikashite kyō mo kenzen shokuba | 2 août 2013           |
| 06 | Vérifications, imprévus, cache-cache                | 確かめて 思わぬ問題 かくれんぼ                    | Tashikameru omowanu mondai kakurenbo                             | 9 août 2013           |
| 07 | Contenez-vous. Les murs ont des oreilles.           | 自己防止 見えない所に 人が居る                    | Jiko bōshi mienai tokoro ni hito ga iru                          | 16 août 2013          |
| 08 | Attention au petit-fils Tanaka                      | 危険の芽 田中の孫に 御用心                        | Kiken no me tanaka no mago ni goyōjin                            | 23 août 2013          |
| 09 | En as-tu, du cœur et de la constance ?              | ありますか 心のゆとりと 積み重ね                  | Arimasu ka kokoro no yutori to tsumikasane                       | 30 août 2013          |
| 10 | Remettre à plus tard engendre de grands regrets     | あとで良い ついでで良いは 大きな後悔              | Atode yoi tsuide de yoi wa ōkina kōkai                           | 6 septembre 2013      |
| 11 | Attention au gentil piège qui t’attend              | アテンション あなたを狙う 甘い罠                  | Atenshon anata o nerau amai wana                                 | 13 septembre 2013     |
| 12 | Attends un peu, habitude et imprudence sont fatales | 一寸待て 慣れと油断が 命取り                      | Chotto matenare to yudan ga inochitori                           | 20 septembre 2013     |
| 13 | Pour des lendemains agréables au travail            | これで良し 明日につなぐ 楽しい職場                | Korede yoshi ashita ni tsunagu tanoshii shokuba                  | 27 septembre 2013     |

### Génériques
| Générique | Épisodes | Début           | Début                                   | Fin             | Fin       |
| Générique | Épisodes | Titre           | Artiste                                 | Titre           | Artiste   |
| --------- | -------- | --------------- | --------------------------------------- | --------------- | --------- |
| 1         | 1 – 13   | May I Help You? | Ai Kayano, Aki Toyosaki et Mai Nakahara | Hachimitsu Doki | Ai Kayano |